# MTV Europe Music Award al miglior artista Australia e Nuova Zelanda
L'MTV Europe Music Award al miglior artista Australia e Nuova Zelanda (MTV Europe Music Award for Australia & New Zealand Act) è uno dei premi principali degli MTV Europe Music Awards, che viene assegnato solo nel 2012.

## Albo d'oro

### Anni 2010
- 2012[1][2]
  - Gotye
  - 360
  - Gin Wigmore
  - Kimbra
  - The Temper Trap